# Bicarbonate de calcium
L'hydrogénocarbonate de calcium ou bicarbonate de calcium est un composé chimique de formule brute Ca(HCO3)2.
Il s'agit d'un complexe iono-métallique entre le cation Ca2+ et deux anions HCO3−.
Il est formé en solution aqueuse par la réaction entre le CO2 dissous et le carbonate de calcium (CaCO3). Cette réaction peut être décomposée en plusieurs étapes plus simples : 
Dissolution du CO2 dans l'eau et formation d'acide carbonique : 
H2O + CO2 ⇌ H2CO3
Dissolution du carbonate de calcium : 
CaCO3 ⇌ Ca2+ + CO32–
Réaction acide-base (échange d'un ion H+) entre l'acide carbonique et l'anion carbonate pour former deux anions bicarbonates :
H2CO3 + CO32– ⇌ HCO3– + HCO3–
Réaction globale :
CaCO3 + H2O + CO2 ⇌ Ca(HCO3)2
C'est cette réaction qui est responsable de la dissolution du calcaire. 
Lorsque le CO2 s'échappe du milieu, l'équilibre chimique s'inverse et le carbonate de calcium précipite :
Ca(HCO3)2 ⇌ CaCO3 + H2O + CO2
Ca(HCO3)2 n'existe qu'à l'état dissout en solution aqueuse. Si l'on concentre la solution par évaporation, il y a dégazage du CO2 : Ca(HCO3)2  se décompose alors et le carbonate de calcium précipite. Par conséquent, ce composé n'est pas isolable et n'existe pas à l'état solide.